# Euploea deficiens
Euploea deficiens är en fjärilsart som beskrevs av Abel Dufrane 1948. Euploea deficiens ingår i släktet Euploea och familjen praktfjärilar. Inga underarter finns listade i Catalogue of Life.